# پارادوکس کندورسه
پارادوکس کندورسه (همچنین شناخته شده با عناوین پارادوکس رأی‌گیری) وضعیتی است که در آن ترجیحات جمعی عده‌ای از افراد دوری است (یعنی ترایا نیست)، حتی وقتی که ترجیحات فردی هر یک از افراد ترایاست. مارکی دو کندورسه در اواخر قرن هجدهم این پارادوکس را مطرح کرد. تناقض کار اینجاست که خواست اکثریت در این شرایط مبهم خواهد بود.
بنابر این پارادوکس، ترایایی ترجیحات هر یک از افراد یک گروه دلیل بر ترایایی ترجیحات گروه به عنوان یک کل نیست و چنین استدلالی یک مغالطه ترکیب خواهد بود.